# The Way I Are
«The Way I Are» es el segundo sencillo del álbum Shock Value de Timbaland, lanzado durante el segundo trimestre de 2007. La canción cuenta con la colaboración musical de Keri Hilson y D.O.E..
Un remix de la canción fue producida por la banda danesa Nephew. Ésta tuvo que regrabar la canción completamente, sólo las voces de la versión original son las mismas.

## Video musical
El video musical de «The Way I Are» fue rodado en la ciudad de Salford en el consulado de Gran Mánchester, Reino Unido, el 18 de mayo de 2007.
La versión video incluye versos extras de Sebastian, el hermano de Timbaland.
El video también incluye la aparición de tres jugadores de fútbol ingleses. El rodaje ha sido visto más de 500 millones de veces en YouTube. Uno de los cortes del director del video, que también se encuentra en la misma plataforma actualmente, muestra a Timbaland en un taxi inglés, que es mostrado con un look más casual.

## Rendimiento en las listas
«The Way I Are» debutó en la posición #78 el 16 de junio de 2007 en el Billboard Hot 100, posición desde la que ascendió hasta el número #3 de la lista.
Se ha convertido en la canción más exitosa de Timbaland (puesto que Apologize no dan crédito como artista original).

### Listas
| AMÉRICA        |                   |   |
| Canadá         | Billboard Hot 100 | 1 |
| Estados Unidos | Billboard Hot 100 | 3 |
| Estados Unidos | Pop 100           | 1 |
| OCEANÍA        |                   |   |
| Australia      | Top 50 Sencillos  | 1 |
| Nueva Zelanda  | Top 40 Sencillos  | 2 |
| EUROPA         |                   |   |
| Europa         | Hot 100 Europeo   | 1 |
| Alemania       | Top 100 Sencillos | 5 |
| Austria        | Top 75 Sencillos  | 4 |
| Bélgica        | Top 40 Sencillos  | 2 |
| Dinamarca      | Top 20 Sencillos  | 1 |
| Finlandia      | Top 20 Sencillos  | 4 |
| Francia        | Top 100 Sencillos | 2 |
| Irlanda        | Top 50 Sencillos  | 1 |
| Noruega        | Top 20 Sencillos  | 1 |
| Países Bajos   | Top 40 Singles    | 3 |
| Reino Unido    | Top 75 Sencillos  | 1 |
| Suecia         | Top 60 Sencillos  | 2 |
| Suiza          | Top 100 Sencillos | 3 |

## Formatos y listas de canciones
| #                        | Título          | Versión                    | Colaboración musical           | Duración |
| ------------------------ | --------------- | -------------------------- | ------------------------------ | -------- |
| Sencillo en CD británico |                 |                            |                                |          |
| 1                        | «The Way I Are» | Versión extendida          | Keri Hilson; D.O.E.; Sebastian | 03:34    |
| 2                        | «The Way I Are» | Timbaland vs. Nephew Remix | Keri Hilson; Nephew            |          |

| #                      | Título          | Versión             | Colaboración musical | Duración |
| ---------------------- | --------------- | ------------------- | -------------------- | -------- |
| Sencillo en CD francés |                 |                     |                      |          |
| 1                      | «The Way I Are» | Only France Version | Tyssem               | 03:34    |
| 2                      | «The Way I Are» | Radio Edit          | Keri Hilson          | 03:20    |

| #                     | Título          | Versión                    | Colaboración musical           | Duración |
| --------------------- | --------------- | -------------------------- | ------------------------------ | -------- |
| Sencillo en CD alemán |                 |                            |                                |          |
| 1                     | «The Way I Are» | Radio Edit                 | Keri Hilson                    | 03:20    |
| 2                     | «Laff At 'Em»   | "Give It to Me" Remix      | Justin Timberlake; Jay-Z       |          |
| 3                     | «The Way I Are» | Timbaland vs. Nephew Remix | Keri Hilson; Nephew            |          |
| 4                     | «The Way I Are» | Video                      | Keri Hilson; D.O.E.; Sebastian |          |

| Predecesor: "Hey there Delilah" de Plain White T's | Canadian Hot 100 - Sencillo n.º 1 8 de septiembre de 2007 - 22 de septiembre de 2007 | Sucesor: "Stronger" de Kanye West |

- Datos: Q786292